# Trioza diptera
Trioza diptera är en insektsart som beskrevs av Crawford 1919. Trioza diptera ingår i släktet Trioza och familjen spetsbladloppor. Inga underarter finns listade i Catalogue of Life.